# 荊冠のキリスト (ヴァン・ダイク)
『荊冠のキリスト』（けいかんのキリスト、蘭: De kroning met doornen, 西: La Coronación de espinas, 英: The Crowning with Thorns）あるいは『嘲笑されるキリスト』（ちょうしょうされるキリスト, 蘭: Christus bespot, 英: Christ Mocked）は、バロック期のフランドル出身のイギリスの画家アンソニー・ヴァン・ダイクが1618年から1620年頃に制作した絵画である。油彩。主題は『新約聖書』の3つの福音書で語られているイエス・キリストの受難のエピソードである嘲笑と茨の冠から取られている。ヴァン・ダイクはこの作品をピーテル・パウル・ルーベンスに贈るために制作した。現在はマドリードのプラド美術館に所蔵されている。

## 主題
イエス・キリストが茨の冠をかぶせられたことは「マタイによる福音書」27章、「マルコによる福音書」15章、「ヨハネによる福音書」19章で言及されている。それらによると、オリーブ山で捕らえられたキリストは最高法院でピラト総督の訊問を受けたのち、総督官邸に連行された。そして兵士たちに服をはぎ取られて、赤い外套を着せられ、頭上に茨の冠をかぶせられた。兵士たちはさらにキリストの右手に葦の棒を持たせてひざまずき、キリストを嘲笑して「ユダヤ人の王、万歳」と言い、唾を吐きかけ、葦の棒で頭を叩き続けた。その後、処刑場所であるゴルゴダの丘まで十字架を背負って歩かされた。

## 作品
ヴァン・ダイクはキリストの静謐さと彼を捕らえた者たちの非道さを鮮明に対比している。キリストは画面中央に座らされ、様々な人物が彼を取り囲んで嘲笑している。この嘲笑する5人の男たちは悪の擬人化であり、ヴァン・ダイクは男たちを様々な身振りで表現した。キリストの背後にハルバードを持った死刑執行人と黒い甲冑で武装した兵士が立ち、死刑執行人がキリストの髪をつかんで後方に引っ張り、兵士がキリストの頭部に茨の冠をかぶせている。その一方で別の人物が彼に王笏として葦の棒を差し出しているが、赤い服を着た男は嫌悪感ではなく驚きと賞賛の気持ちから腕を広げ、キリストにそれを差し出すかどうか迷っているように見える。また画面左の男はキリストを殴りつけ、その下にいるスパニエルはキリストを包囲している暴力から彼を守るかのように威嚇している。キリストの剥き出しの胸部は光を反射してまぶしいほど輝いているのに対し、死刑執行人のハルバードが薄暗い室内で光っている。画面左上では、2人の無力な人物が窓の外から中を覗き込んで、キリストの受難を目撃しており、鑑賞者は彼らの役割を余儀なくされる。
若いヴァン・ダイクはヴェネツィア派絵画の影響を強く受けこの作品を描いている。実際にキリストの姿勢はティツィアーノ・ヴェチェッリオの同主題の絵画『荊冠のキリスト』（L'Incoronazione di spine）に基づいている。さらにキリストを中心軸に据えた構図および明暗法的手法の使用は、ルーベンスとの画家の研究に由来している。
作品は様々な段階を経て描かれたことが判明しており、画面左端の犬と窓際の男たちは後から追加されたものである。またキリストと犬の間にある足や、左端の死刑執行人の肘近くの手など、いくつかのペンティメントが確認できる。赤外線リフレクトグラフィーおよびX線撮影を用いた科学的調査により、ヴァン・ダイクが制作過程で初期の構図に加えた変更がより鮮明に明らかになった。これらの変更は現存しないバージョンと比較することができる。現存しないバージョンでは画面左側に2人の兵士の全身像が描かれていたが、本作品では削除されている。これらの人物像や明暗は小さな細部まで完成していたが、ヴァン・ダイクはその後それらを塗りつぶしており、その痕跡が肉眼で確認することができる。

## 来歴
絵画はルーベンスに贈るために制作された。ルーベンスの死後、スペイン国王フェリペ4世によって入手され、マドリードのエル・エスコリアル修道院に送られた。絵画はエル・エスコリアル修道院で1657年から1773年にかけてしばしば記録されており、1810年にカスティーリャ・イ・レオン州セゴビア県のラ・グランハ宮殿、1811年にマドリードの王宮に移された。1839年、エル・エスコリアル修道院からプラド美術館の前身である王立絵画美術（Real Museo de Pinturas ）館に収蔵された。

## ギャラリー

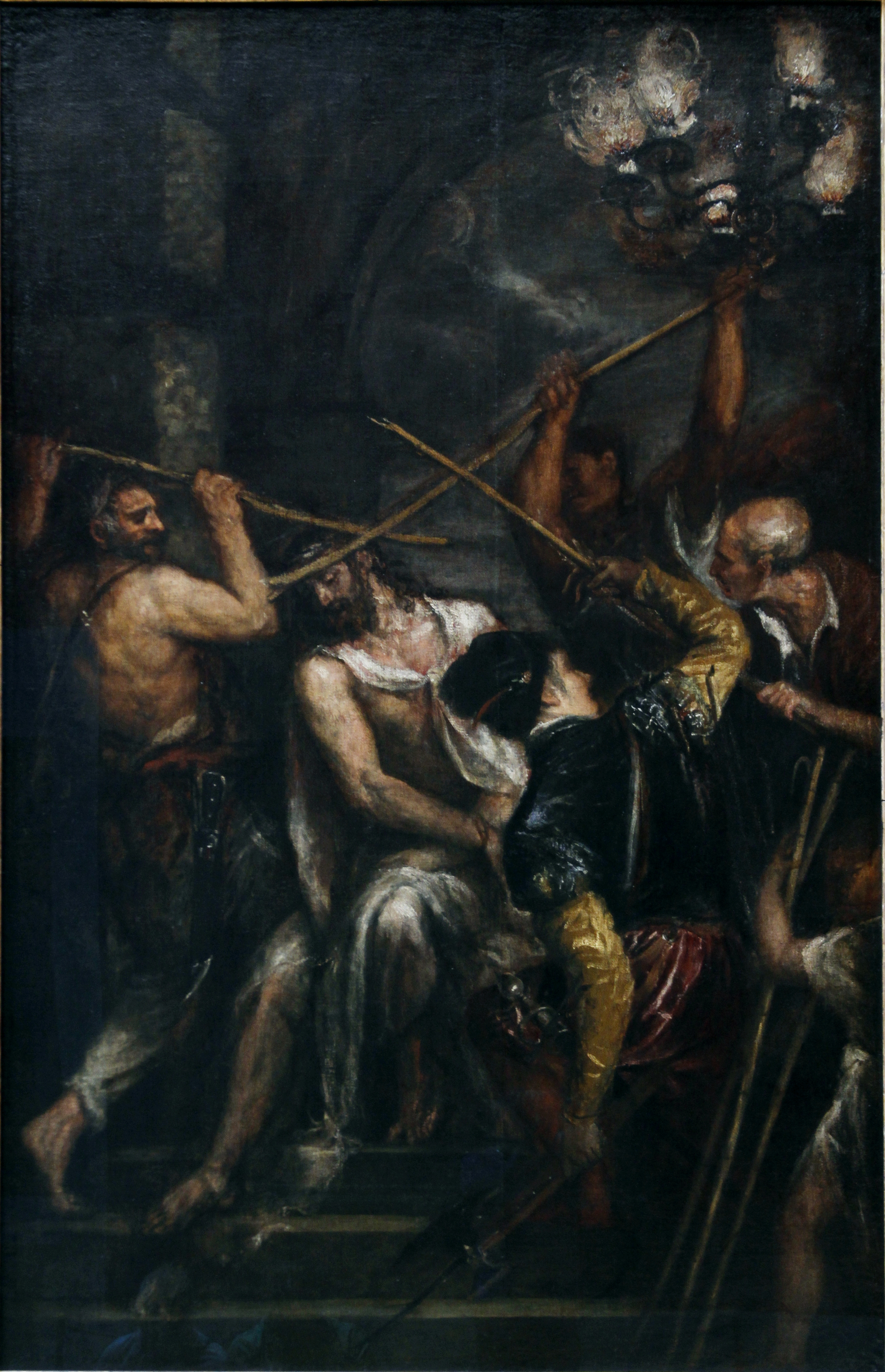
ティツィアーノ『荊冠のキリスト』1570年頃 アルテ・ピナコテーク所蔵
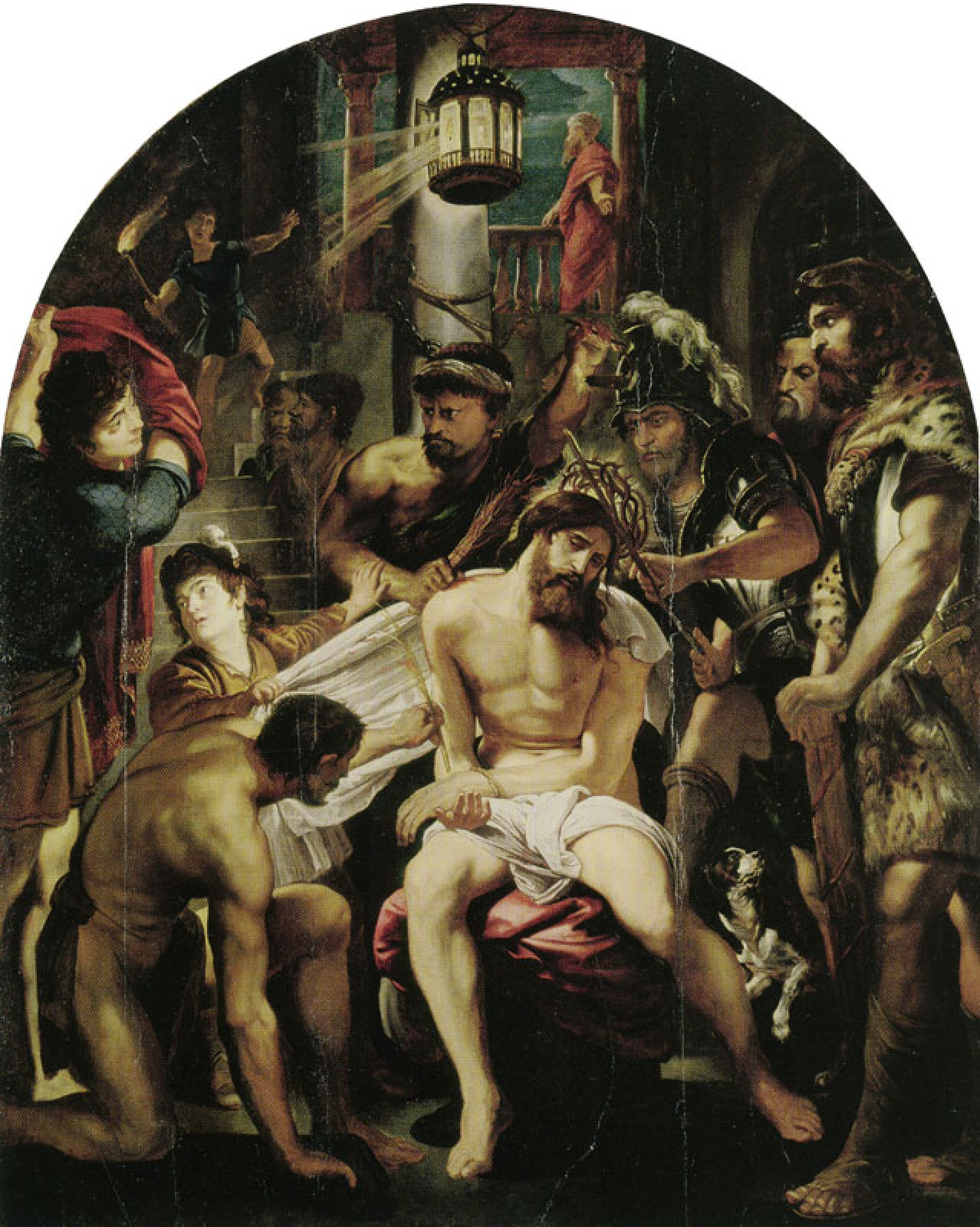
ルーベンス『嘲笑されるキリスト』1602年 ノートルダム・デュ・ピュイ大聖堂（英語版）所蔵